# Nederlands slowpitchteam
Het Nederlands Slowpitchteam is het nationale slowpitchteam dat Nederland vertegenwoordigt. Het nationale team is onderdeel van de Koninklijke Nederlandse Baseball en Softball Bond (KNBSB). Internationaal stond het team bekend als DNT, wat staat voor Dutch National Team. Het Nederlands Slowpitchteam vaardigt zowel herenteams als gemengde teams af naar nationale en internationale toernooien. Vanaf 2020 zal het Nederlands team -in lijn met andere vertegenwoordigende teams- tijdens officiële interlands uitkomen als Team Kingdom of The Netherlands.
De sport Slowpitch is een afgeleide van softbal, de verschillen met Fastpitch-softbal zitten vooral in de regelgeving. Zo mag een pitcher de bal alleen aangooien met een grote boog en begint een slagman in veel toernooien direct met een slagbal en een wijdbal. Verder speelt men het spel met tien veldspelers in plaats van negen. Wereldwijd en met name in Amerika is deze tak van sport bij miljoenen beoefenaars populair en groeit de belangstelling voor slowpitchsoftbal in Europa hard. Alleen al in Groot-Brittannië zijn meer dan 10.000 mensen actief in het slowpitchsoftbal.
Ook in Nederland stijgt de interesse voor de sport snel en nemen het aantal slowpitchtoernooien toe. Slowpitch wordt gespeeld in een mannenteam, vrouwenteam of gemengd team. De exacte samenstelling van teams kan per toernooi afwijken.
Sinds 2014 is het Nederlands slowpitchteam actief en bezoekt het veel nationale en internationale toernooien. Sinds 2016 (Super-Cup in Regensburg) draait het team volop mee in de hoogste Europese slowpitchcompetitie voor mannen, de ESSL. Vanaf 2020 gaat er vanuit dezelfde ESSL een Europese competitie voor damesteams van start. Hierin zal het Nederlands team ook vertegenwoordigd zijn.

## Resultaten op internationale toernooien
| World Series London 2015 Co-ed · Zesde plaats Windmill Classic 2015 Co-ed · Eerste plaats Windmill Classic 2016 Co-ed · Eerste plaats Windmill Classic 2016 Mannen · Zesde plaats ESSL Super Cup 2016 Mannen · Vierde plaats Windmill Classic 2017 Mixed · Eerste plaats Windmill Classic 2017 Mannen · Derde plaats | ESSL Linz 2017 Mannen · Vierde plaats ESSL Chocen 2017 Mannen · Derde plaats ESSL Almere 2017 Mannen · Derde plaats ESSL Brunssum 2018 Mannen · Derde plaats Europees Kampioenschap Chocen 2018 Mannen · Derde plaats Windmill Classic 2018 Co-ed · Eerste plaats ESSL Finals Linz 2018 mannen · Derde plaats Europees Kampioenschap Boedapest Co-ed 2019 · Vijfde plaats Europees Kampioenschap Ljubljana Co-ed 2022 Derde plaats Europees Kampioenschap Pardubice Co-ed 2024 Vijfde plaats. Antwerp Diamond Classic Co-ed. 2025 Vijfde plaats |

## Begeleiding Nederlands slowpitchteam

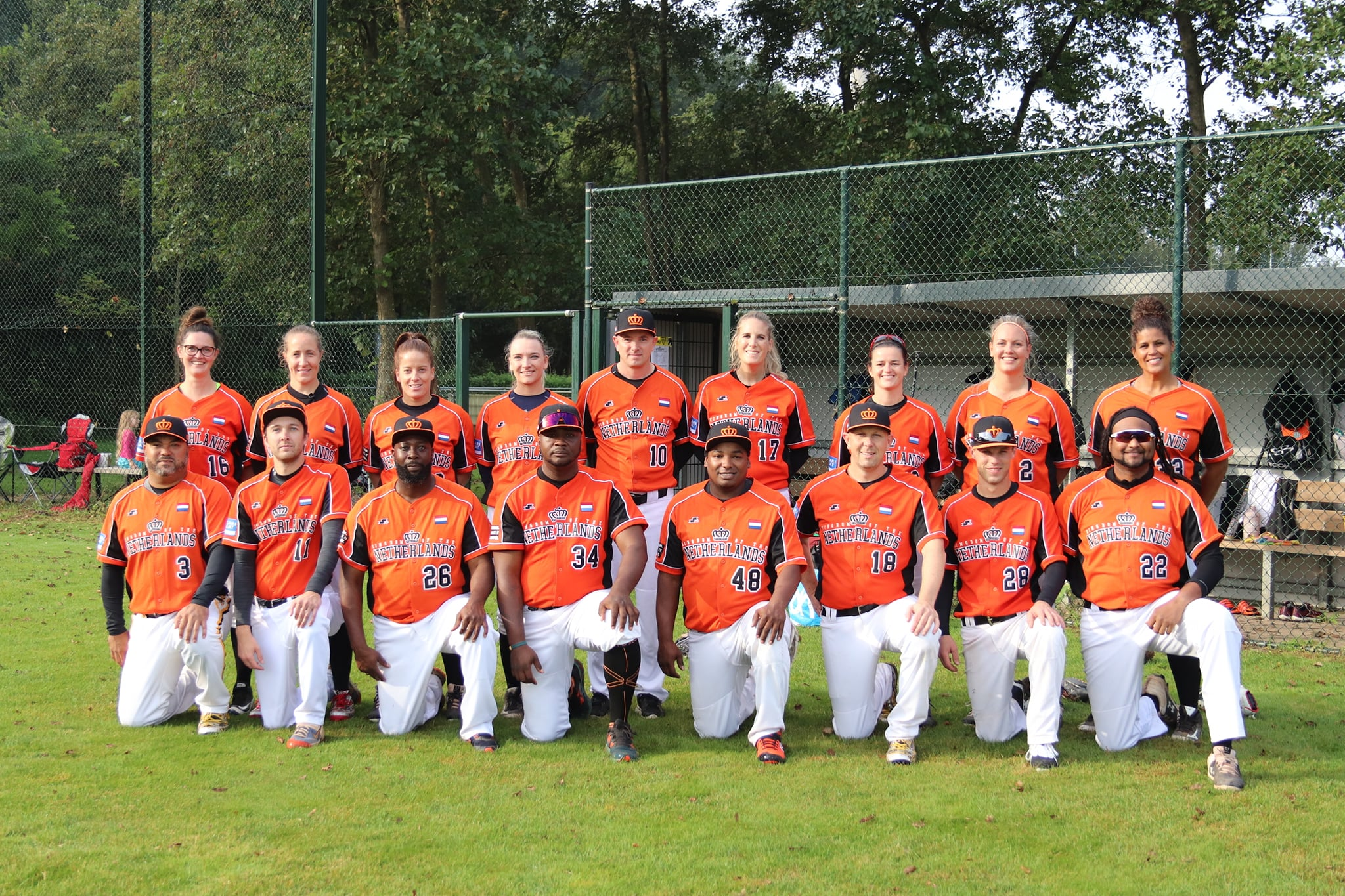
Team Kingdom of The Netherlands in COED formatie tijdens de interland-reeks in Rooswijk, 2021

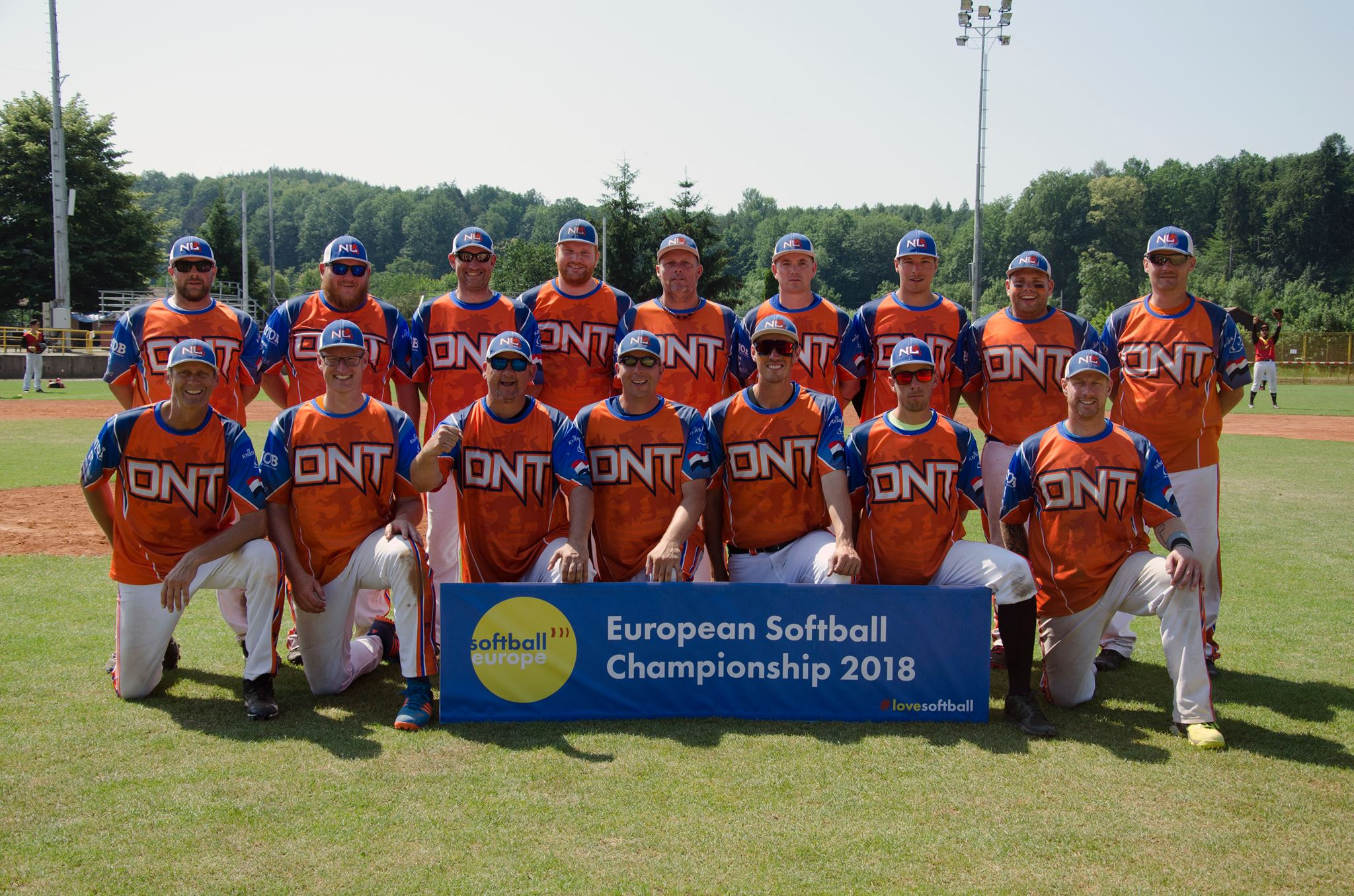
Het Nederlands team tijdens het Europees Kampioenschap 2018

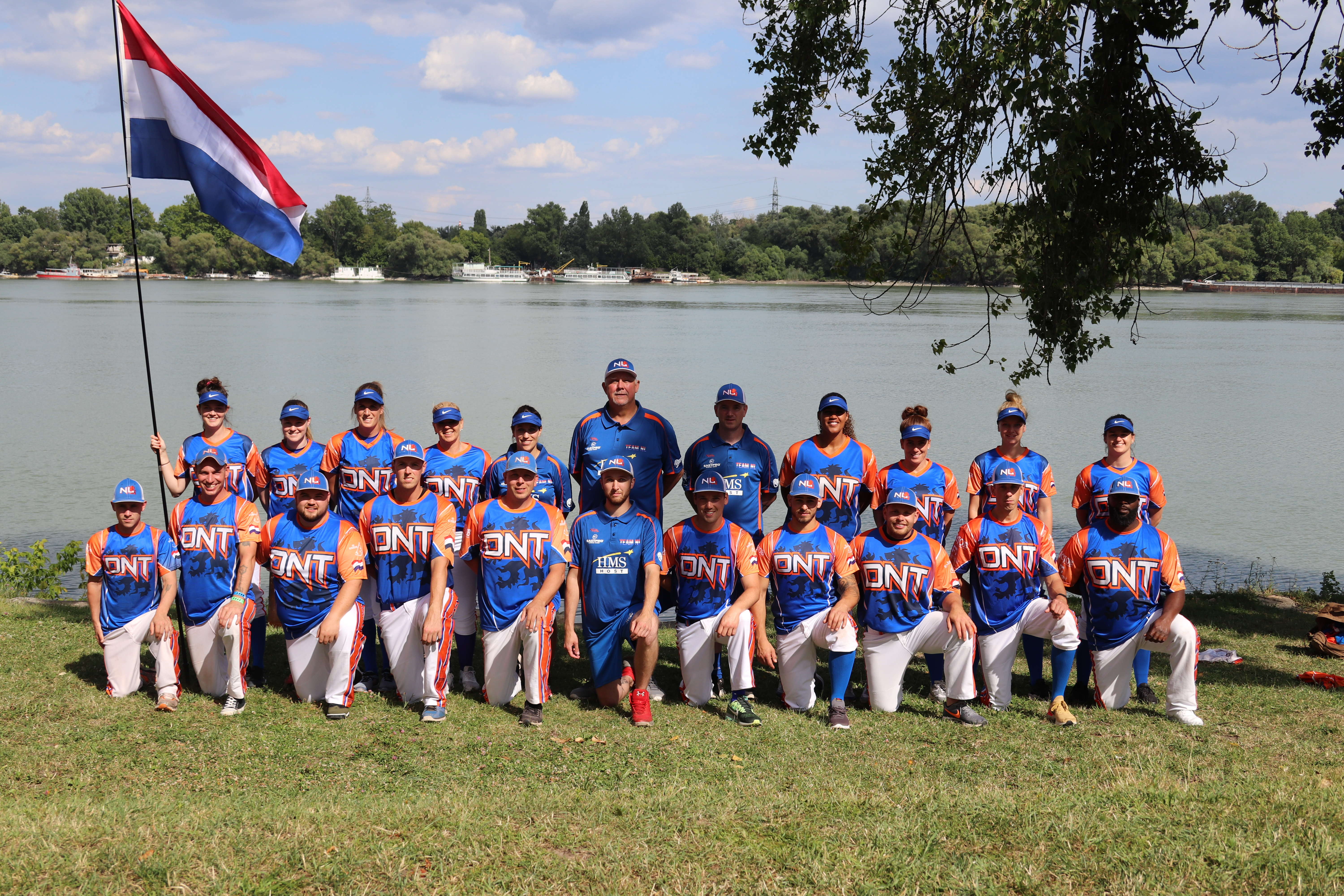
De selectie van het Nederlands team tijdens het Europees Kampioenschap 2019 in Boedapest

| Staff                  | Functie          |
| ---------------------- | ---------------- |
| Mojo François Temminck | Bondscoach mixed |
| Hensley Jandroep       | Bondscoach heren |

## Interlands herenteam
| Datum      | Competitie                         | Tegenstander        | Locatie   | Uitslag | Win / Loss |
| ---------- | ---------------------------------- | ------------------- | --------- | ------- | ---------- |
| 25-03-2018 | Vriendschappelijk                  | België              | Huizen    | 29 - 23 | W          |
| 25-03-2018 | Vriendschappelijk                  | België              | Huizen    | 27 - 24 | W          |
| 08-04-2018 | Vriendschappelijk                  | België              | Keulen    | 11 - 14 | L          |
| 25-03-2018 | Vriendschappelijk                  | Duitsland           | Keulen    | 18 - 13 | W          |
| 12-06-2018 | Europees Kampioenschap poule fase  | Verenigd Koninkrijk | Choceň    | 24 - 13 | L          |
| 12-06-2018 | Europees Kampioenschap poule fase  | Italië              | Choceň    | 11 - 25 | W          |
| 13-06-2018 | Europees Kampioenschap poule fase  | Ierland             | Choceň    | 31 - 11 | W          |
| 13-06-2018 | Europees Kampioenschap poule fase  | Duitsland           | Choceň    | 23 - 15 | W          |
| 14-06-2018 | Europees Kampioenschap poule fase  | België              | Choceň    | 11 - 17 | L          |
| 14-06-2018 | Europees Kampioenschap poule fase  | Tsjechië            | Choceň    | 13 - 31 | W          |
| 15-06-2018 | Europees Kampioenschap Round 2     | Duitsland           | Choceň    | 10 - 32 | L          |
| 15-06-2018 | Europees Kampioenschap Round 2     | Verenigd Koninkrijk | Choceň    | 25 - 10 | L          |
| 16-06-2018 | Europees Kampioenschap Round 2     | Tsjechië            | Choceň    | 21 - 30 | W          |
| 16-06-2018 | Europees Kampioenschap P 3 / 4     | Tsjechië            | Choceň    | 28 - 22 | W          |
| 16-06-2018 | Europees Kampioenschap P 2 / 3     | Duitsland           | Choceň    | 23 - 20 | L          |
| 06-04-2019 | Vriendschappelijk                  | België              | Wielsbeke | 27 - 4  | W          |
| 06-04-2019 | Vriendschappelijk                  | België              | Wielsbeke | 25 - 5  | W          |
| 12-09-2020 | Vriendschappelijk                  | België              | Almere    | 20 - 8  | W          |
| 12-09-2020 | Vriendschappelijk                  | Duitsland           | Almere    | 5 - 9   | L          |
| 12-09-2020 | Vriendschappelijk                  | België              | Almere    | 17 - 5  | W          |
| 12-09-2020 | Vriendschappelijk                  | Duitsland           | Almere    | 8 - 7   | W          |
| 13-09-2020 | Vriendschappelijk                  | België              | Almere    | 16 - 14 | W          |
| 13-09-2020 | Vriendschappelijk                  | België              | Almere    | 16 - 4  | W          |
| 14-06-2022 | Europees Kampioenschap poule fase  | Ierland             | Colorno   | 14 - 10 | W          |
| 14-06-2022 | Europees Kampioenschap poule fase  | Verenigd Koninkrijk | Colorno   | 2 - 17  | W          |
| 15-06-2022 | Europees Kampioenschap poule fase  | België              | Colorno   | 18 - 17 | W          |
| 15-06-2022 | Europees Kampioenschap poule fase  | Italië              | Colorno   | 23 - 8  | W          |
| 16-06-2022 | Europees Kampioenschap poule fase  | Duitsland           | Colorno   | 15 - 20 | W          |
| 17-06-2022 | Europees Kampioenschap tussenronde | Verenigd Koninkrijk | Colorno   | 15 - 21 | L          |
| 17-06-2022 | Europees Kampioenschap tussenronde | Ierland             | Colorno   | 20 - 11 | L          |
| 18-06-2022 | Europees Kampioenschap Playoff 1   | Verenigd Koninkrijk | Colorno   | 18 - 12 | W          |
| 18-06-2022 | Europees Kampioenschap Finale      | Verenigd Koninkrijk | Colorno   | 47 - 31 | L          |

## Interlands mixed team
| Datum      | Competitie                               | Tegenstander        | Locatie                | Uitslag | Win / Loss |
| ---------- | ---------------------------------------- | ------------------- | ---------------------- | ------- | ---------- |
| 07-04-2019 | Vriendschappelijk                        | België              | Wielsbeke              | 18 - 11 | W          |
| 07-04-2019 | Vriendschappelijk                        | België              | Wielsbeke              | 18 - 7  | W          |
| 07-04-2019 | Vriendschappelijk                        | Verenigd Koninkrijk | Wielsbeke              | 10 - 11 | L          |
| 07-04-2019 | Vriendschappelijk                        | Verenigd Koninkrijk | Wielsbeke              | 15 - 8  | L          |
| 18-05-2019 | Vriendschappelijk                        | België              | Spaarnwoude            | 3 - 7   | L          |
| 18-05-2019 | Vriendschappelijk                        | België              | Spaarnwoude            | 25 - 15 | W          |
| 16-07-2019 | Europees Kampioenschap Poule fase        | Hongarije           | Boedapest              | 13 - 8  | W          |
| 16-07-2019 | Europees Kampioenschap Poule fase        | Tsjechië            | Boedapest              | 17 - 11 | L          |
| 17-07-2019 | Europees Kampioenschap Poule fase        | Servië              | Boedapest              | 4 - 22  | W          |
| 17-07-2019 | Europees Kampioenschap Poule fase        | Oostenrijk          | Boedapest              | 18 - 4  | W          |
| 18-07-2019 | Europees Kampioenschap Poule fase        | Verenigd Koninkrijk | Boedapest              | 4 - 19  | L          |
| 18-07-2019 | Europees Kampioenschap Round 2           | België              | Boedapest              | 6 - 16  | L          |
| 19-07-2019 | Europees Kampioenschap Round 2           | Duitsland           | Boedapest              | 16 - 9  | L          |
| 19-07-2019 | Europees Kampioenschap Round 2           | Ierland             | Boedapest              | 9 - 10  | W          |
| 20-07-2019 | Europees Kampioenschap P 5/6             | België              | Boedapest              | 6 - 15  | W          |
| 18-09-2021 | Vriendschappelijk                        | België              | Rooswijk               | 3 - 7   | L          |
| 18-09-2021 | Vriendschappelijk                        | Tsjechië            | Rooswijk               | 18 - 2  | W          |
| 18-09-2021 | Vriendschappelijk                        | België              | Rooswijk               | 8 - 13  | W          |
| 18-09-2021 | Vriendschappelijk                        | Tsjechië            | Rooswijk               | 5 - 20  | W          |
| 19-09-2021 | Vriendschappelijk                        | België              | Amstelveen             | 12 - 10 | W          |
| 19-09-2021 | Vriendschappelijk                        | Tsjechië            | Amstelveen             | 2 - 11  | W          |
| 19-09-2021 | Vriendschappelijk                        | België              | Amstelveen             | 13 - 3  | W          |
| 23-04-2022 | Vriendschappelijk                        | Tsjechië            | Pardubice              | 11 - 8  | L          |
| 12-07-2022 | Europees Kampioenschap                   | Verenigd Koninkrijk | Ljubljana              | 23 - 2  | L          |
| 12-07-2022 | Europees Kampioenschap                   | Tsjechië            | Ljubljana              | 1 - 10  | L          |
| 13-07-2022 | Europees Kampioenschap                   | Ierland             | Ljubljana              | 12 - 22 | W          |
| 13-07-2022 | Europees Kampioenschap                   | Servië              | Ljubljana              | 21 - 6  | W          |
| 14-07-2022 | Europees Kampioenschap                   | Duitsland           | Ljubljana              | 8 - 9   | W          |
| 14-07-2022 | Europees Kampioenschap                   | Slovenië            | Ljubljana              | 13 - 7  | W          |
| 15-07-2022 | Europees Kampioenschap                   | België              | Ljubljana              | 16 - 17 | L          |
| 15-07-2022 | Europees Kampioenschap                   | Oostenrijk          | Ljubljana              | 7 - 15  | W          |
| 7-10-2023  | Europees Kampioenschap Bronze medal game | Tsjechië            | Ljubljana              | 22 - 8  | W          |
| 7-10-2023  | Vriendschappelijk                        | Duitsland           | Bussum                 | 17 - 9  | W          |
| 8-10-2023  | Vriendschappelijk                        | Duitsland           | Bussum                 | 9 - 7   | W          |
| 8-10-2023  | Vriendschappelijk                        | Duitsland           | Capelle aan den IJssel | 4 - 10  | L          |
| 8-10-2023  | Vriendschappelijk                        | Duitsland           | Capelle aan den IJssel | 9 - 5   | W          |
| 8-10-2023  | Vriendschappelijk                        | Duitsland           | Capelle aan den IJssel | 19 - 9  | W          |
| 2-06-2024  | Vriendschappelijk                        | België              | Huizen                 | 15-15   |            |
| 2-06-2024  | Vriendschappelijk                        | België              | Huizen                 | 0-22    | W          |
| 2-06-2024  | Vriendschappelijk                        | België              | Huizen                 | 21-14   | W          |
| 16-7-2024  | Europees Kampioenschap                   | Verenigd Koninkrijk | Pardubice              | 0-16    | L          |
| 16-7-2024  | Europees Kampioenschap                   | Oostenrijk          | Pardubice              | 14-13   | W          |
| 17-6-2024  | Europees Kampioenschap                   | Ierland             | Pardubice              | 11-15   | L          |
| 17-6-2024  | Europees Kampioenschap                   | Noorwegen           | Pardubice              | 16-1    | W          |
| 18-7-2024  | Europees Kampioenschap                   | Duitsland           | Pardubice              | 9-12    | L          |
| 18-7-2024  | Europees Kampioenschap                   | SRB                 | Pardubice              | 11-19   | W          |
| 19-7-2024  | Europees Kampioenschap                   | Tsjechië            | Pardubice              | 16-9    | W          |
| 19-7-2024  | Europees Kampioenschap                   | België              | Pardubice              | 18-13   | W          |
| 20-7-2024  | Europees Kampioenschap                   | België              | Pardubice              | 11-14   | W          |
| 31-5-2025  | Antwerp Diamond Classic                  | Oostenrijk          | Antwerpen              | 11-6    | W          |
| 31-5-2025  | Antwerp Diamond Classic                  | Guernsey            | Antwerpen              | 20-2    | W          |
| 31-5-2025  | Antwerp Diamond Classic                  | België              | Antwerpen              | 8-12    | L          |
| 31-5-2025  | Antwerp Diamond Classic                  | Noorwegen           | Antwerpen              | 2-18    | W          |
| 31-5-2025  | Antwerp Diamond Classic                  | Ierland             | Antwerpen              | 10-15   | W          |
| 31-5-2025  | Antwerp Diamond Classic                  | Verenigd Koninkrijk | Antwerpen              | 13-11   | L          |
| 1-6-2025   | Antwerp Diamond Classic                  | Tsjechië            | Antwerpen              | 13-11   | L          |
| 1-6-2025   | Antwerp Diamond Classic                  | Oostenrijk          | Antwerpen              | 30-10   | W          |

## Aantal interlands per speler
| Naam                    | Carrière     | Caps |
| ----------------------- | ------------ | ---- |
| Patrick de Lange        | 2014 - heden | 61   |
| Mitchell Visser         | 2016 - heden | 30   |
| Rinaldo James           | 2019 - heden | 27   |
| Nick Kopjes Nieman      | 2016 - heden | 27   |
| Siegert Flaneur         | 2020 - heden | 25   |
| Lennart van der Zwaan   | 2018 - 2020  | 24   |
| Mike Bos                | 2016 - 2020  | 24   |
| Kevin Janssen           | 2019 - heden | 23   |
| Etienne Meijer          | 2014 - 2022  | 23   |
| Solange Starrenburg     | 2014 - heden | 21   |
| Debby Connor            | 2014 - heden | 20   |
| Mike Rietvink           | 2020 - heden | 19   |
| Mojo François Temminck  | 2016 - 2020  | 19   |
| Laura Burggraaf         | 2016 - heden | 18   |
| Renzo van Kranen        | 2020 - heden | 17   |
| René Rijst              | 2017 - 2020  | 17   |
| Dexter de Weert         | 2019 - 2020  | 17   |
| Josephine van Bon       | 2019 - heden | 16   |
| Stasiu Achterberg       | 2016 - 2018  | 15   |
| Hans Klück              | 2014 - heden | 15   |
| Roel Legerstee          | 2016 - 2018  | 15   |
| Boyd de Wolf            | 2018 - heden | 15   |
| Robin Jansen de Vries   | 2014 - 2020  | 14   |
| Machteld Rector         | 2021 - heden | 14   |
| Lizzy Uytendaal         | 2022 - heden | 14   |
| Tim Oosterveld          | 2020 - heden | 13   |
| Monique Melissant       | 2017 - 2021  | 12   |
| Michelle van Driel      | 2014 - heden | 11   |
| Rogillio Vriese         | 2018 - heden | 11   |
| Darryl Gase             | 2018 - 2020  | 11   |
| Bas de Jong             | 2020 - heden | 11   |
| Jos de Jong             | 2020 - heden | 10   |
| Patty Springer          | 2019 - heden | 10   |
| Maurice Baltus          | 2015 - 2019  | 10   |
| Lindsay Gase            | 2016 - 2019  | 10   |
| Luensey Laken           | 2022 - heden | 9    |
| Bryan Engelhardt        | 2022 - heden | 9    |
| Darlenie Martinez       | 2022 - heden | 8    |
| Christopher Jandroep    | 2022 - heden | 8    |
| Darryl Williams         | 2022 - heden | 8    |
| Wouter Bollebakker      | 2022 - heden | 8    |
| Jennyson Trinidad       | 2020 - heden | 8    |
| Arti Bosschaart         | 2016 - 2018  | 8    |
| Francis Martina         | 2020 - heden | 8    |
| Dymfna Bak              | 2019 - heden | 7    |
| Wendy Bierman           | 2019 - heden | 7    |
| Josse Josemans          | 2015 - 2018  | 7    |
| Pim Oskam               | 2020 - heden | 6    |
| Merel Oosterveld        | 2021 - heden | 6    |
| Kim Karst               | 2022 - heden | 6    |
| Jan-Willem Vermaak      | 2015 - 2018  | 6    |
| René Versteeg           | 2019         | 6    |
| Adam van Dalen          | 2023 - heden | 5    |
| Randy Reiph             | 2020         | 5    |
| Milot van Doesburg      | 2017 - 2019  | 4    |
| Andy de Windt           | 2021 - heden | 4    |
| Ashley Spanjer          | 2022 - heden | 4    |
| Revin Brooks            | 2021 - heden | 3    |
| Johan Aneveld-Lopez     | 2020         | 3    |
| Katja Distel            | 2023 - heden | 3    |
| Casper Huttenga         | 2020 - heden | 3    |
| Kevin Eefting           | 2020         | 3    |
| Jerry Frank             | 2023         | 2    |
| Reggie Bomberg          | 2020         | 3    |
| Mitchel Osinga          | 2016 - 2018  | 3    |
| Marieke Ghekiere        | 2023 - heden | 3    |
| Davinia de Kwant        | 2023 - heden | 2    |
| Anna-be Bartels         | 2023         | 2    |
| Marieke Oerlemans       | 2023 - heden | 2    |
| Robbert Keetelaar       | 2023 - heden | 2    |
| Sergino Martis          | 2023 - heden | 2    |
| Renske van 't Boveneind | 2023 - heden | 2    |
| Jean-Mary Jandroep      | 2021 - heden | 2    |
| Bayron Cornelisse       | 2020 - heden | 2    |
| Emily Wiemken           | 2018 - 2022  | 2    |
| Nikki de Groot          | 2019         | 2    |
| Daniel Vermaak          | 2018         | 2    |
| Mariana Vestia          | 2022         | 1    |
| Michel Groenhart        | 2014 - 2021  | 1    |
| Danny Bout              | 2014 - 2019  | 1    |